# Emotional Tattoos
Emotional Tattoos è il diciassettesimo album in studio del gruppo musicale italiano Premiata Forneria Marconi, pubblicato il 27 ottobre 2017 dalla Inside Out Music.

## Descrizione
Si tratta della prima pubblicazione del gruppo a contenere materiale totalmente originale dai tempi di Stati di immaginazione del 2006, nonché il primo ad essere inciso senza lo storico chitarrista e cantante Franco Mussida, che ha abbandonato il gruppo nel 2015 dopo 45 anni di attività.
L'album presenta undici brani composti in lingua inglese ed altrettanti in lingua italiana ed è stato anticipato dai singoli Quartiere generale/Central District e La lezione/The Lesson, quest'ultimo promosso anche dal relativo video musicale.

## Tracce
Disc 1 – English
Testi di Patrick Djivas e Esperide, eccetto dove indicato.
1. We're Not an Island – 7:12 (testo: Marva Marrow – musica: Franz Di Cioccio, Patrick Djivas)
2. Morning Freedom – 6:06 (musica: Franz Di Cioccio, Patrick Djivas, Marco Sfogli)
3. The Lesson – 5:08 (musica: Franz Di Cioccio, Patrick Djivas, Marco Sfogli)
4. So Long – 5:56 (musica: Franz Di Cioccio, Patrick Djivas)
5. A Day We Share – 6:03 (musica: Franz Di Cioccio, Patrick Djivas, Marco Sfogli)
6. There's a Fire in Me – 4:55 (testo: Marva Marrow – musica: Franz Di Cioccio, Patrick Djivas, Marco Sfogli)
7. Central District – 5:28 (musica: Franz Di Cioccio, Patrick Djivas)
8. Freedom Square – 4:47 (musica: Franz Di Cioccio, Patrick Djivas, Marco Sfogli)
9. I'm Just a Sound – 5:57 (musica: Franz Di Cioccio, Patrick Djivas, Marco Sfogli)
10. Hannah – 5:16 (musica: Franz Di Cioccio, Patrick Djivas, Marco Sfogli)
11. It's My Road – 5:07 (musica: Franz Di Cioccio, Patrick Djivas, Marco Sfogli)

Disc 2 – Italiano
Testi di Franz Di Cioccio e Gregor Ferretti.
1. Il regno – 7:12 (musica: Franz Di Cioccio, Patrick Djivas)
2. Oniro – 6:06 (musica: Franz Di Cioccio, Patrick Djivas, Marco Sfogli)
3. La lezione – 5:08 (musica: Franz Di Cioccio, Patrick Djivas, Marco Sfogli)
4. Mayday – 5:56 (musica: Franz Di Cioccio, Patrick Djivas)
5. La danza degli specchi – 6:03 (musica: Franz Di Cioccio, Patrick Djivas, Marco Sfogli)
6. Il cielo che c'è – 4:55 (musica: Franz Di Cioccio, Patrick Djivas, Marco Sfogli)
7. Quartiere generale – 5:28 (musica: Franz Di Cioccio, Patrick Djivas)
8. Freedom Square – 4:47 (musica: Franz Di Cioccio, Patrick Djivas, Marco Sfogli)
9. Dalla Terra alla Luna – 5:57 (musica: Franz Di Cioccio, Patrick Djivas, Marco Sfogli)
10. Le cose belle – 5:16 (musica: Franz Di Cioccio, Patrick Djivas, Marco Sfogli)
11. Big Bang – 5:07 (musica: Franz Di Cioccio, Patrick Djivas, Marco Sfogli)

## Formazione
Gruppo
- Franz Di Cioccio – voce principale, batteria, arrangiamento
- Patrick Djivas – basso, tastiera, arrangiamento
- Lucio Fabbri – violino, viola
- Marco Sfogli – chitarra, arrangiamenti orchestrali (tracce 2, 3, 5, 6, 8-11)
- Alessandro Scaglione – pianoforte, tastiera, arrangiamenti orchestrali (traccia 1)
- Alberto Bravin – tastiera, cori
- Roberto Gualdi – percussioni

Altri musicisti
- Stefano Bollani – ospite in It's My Road/Big Bang

Produzione
- Iaia De Capitani – produzione
- Franz Di Ciocco – produzione esecutiva e artistica
- Patrick Djivas – produzione esecutiva e artistica, missaggio
- Alessandro Marcantoni – ingegneria del suono, missaggio, mastering
- Stefano Bonora – copertina
- Mattia Bonora – copertina
- Orazio Truglio – fotografia

## Classifiche
| Classifica (2017) | Posizione massima |
| ----------------- | ----------------- |
| Italia            | 10                |